# Convenzione internazionale sui diritti economici, sociali e culturali

Stati membri e firmatari della CIDESC: in verde scuro stati firmatari che hanno ratificato, in verde chiaro stati solo firmatari, in grigio stati che non hanno firmato e non hanno ratificato

La Convenzione internazionale sui diritti economici, sociali e culturali (meglio nota come Patto internazionale sui diritti economici, sociali e culturali) è un trattato delle Nazioni Unite, nato dall'esperienza della Dichiarazione Universale dei Diritti dell'Uomo, redatto dal Consiglio economico e sociale delle Nazioni Unite, adottato nel 1966 ed entrato in vigore il 3 gennaio 1976.
Il 6 maggio 2013 è entrato in vigore il Protocollo opzionale alla Convenzione, dopo il raggiungimento della decima ratifica (Uruguay). Oltre a quest'ultimo, hanno ratificato il protocollo Argentina, Bolivia, Bosnia ed Erzegovina, Ecuador, El Salvador, Mongolia, Portogallo, Slovacchia e Spagna.

## Contenuti della Convenzione[1]
La convenzione definisce i seguenti diritti:
- diritto all'autodeterminazione dei popoli (Parte Prima, art. 1)[1];

- godimento dei diritti (parte II): divieto di discriminazione (art. 2), parità fra uomo e donna (art. 3), inderogabilità dei diritti del Patto (art. 4 e 5);
- lavoro (parte III):
  - art. 6: diritto al lavoro come «possibilità di guadagnarsi la vita» (art. 6), obbligo per gli Stati di «elaborare politiche e tecniche atte a assicurare un costante sviluppo economico, sociale e culturale e un pieno impiego produttivo», salvaguardando le libertà politiche e economiche degli individui;
  - art. 7:
    - diritto a un'equa retribuzione con «eguale remunerazione per un lavoro di eguale valore, senza distinzioni di alcun genere» e «un'esistenza decorosa per essi [i lavoratori, ndr] e le loro famiglie»;
    - diritto alla salute, all'igiene e sicurezza;
    - avanzamento di categoria in base alla sola anzianità e attitudini personali;
    - «riposo, svaghi, una ragionevole limitazione delle ore di lavoro, ferie periodiche retribuite, nonché la remunerazione per i giorni festivi».
- libertà sindacali (art. 8): diritto di sciopero, d'iscrizione a un sindacato, diritto dei sindacati a unirsi in confederazioni;
- diritto alla sicurezza sociale (art. 9, affermato per la prima volta);
- protezione della famiglia, congedo retribuito per lavoratrici prima e dopo il parto, lavoro minorile (art. 10) e limite di età;
- art. 11: «diritto alla libertà dalla fame», «a un livello di vita adeguato per sé e la propria famiglia che includa l'alimentazione, un alloggio e un vestiario adeguati», diritto al miglioramento continuo delle proprie condizioni di vita.
- diritto all'istruzione (art. 13):
  - principio dell'istruzione primaria gratuita e obbligatoria; (v. anche art. 14)
  - istruzione secondaria tecnica e professionale accessibile a tutti e progressivamente gratuita a livello internazionale;
  - idem per l'istruzione secondaria in genere, sulle basi di eguali opportunità a livello internazionale;
  - borse di studio e miglioramento materiale per le condizioni degli studenti a livello internazionale;
  - libertà di scelta educativa; (comma 3)
  - riconoscimento delle attività extracurriculari a livello internazionale;
- libertà di ricerca scientifica e dell'attività creativa (art. 15).